# Eddie the Eagle (film)
Pour le skieur qui a inspiré le film, voir Michael Edwards (saut à ski).
Pour plus de détails, voir Fiche technique et Distribution.
Eddie the Eagle est une comédie dramatique britannico-américano-allemande réalisée par Dexter Fletcher, sortie en 2016.

## Synopsis
Michael « Eddie » Edwards n’a jamais été sportif. Il rêve cependant depuis l'enfance de participer aux Jeux olympiques. Au fil du temps, son envie et sa volonté demeurent intactes, malgré son niveau sportif, le manque de soutien et les diverses moqueries qui n’ont jamais entamé sa volonté. À la surprise de beaucoup, Eddie parvient à participer à l'épreuve de saut à ski aux Jeux olympiques d'hiver de 1988 à Calgary. Avec l’aide de Bronson Peary, un entraîneur aussi atypique que lui, Eddie va marquer les esprits à sa façon.

## Fiche technique
Sauf indication contraire, les informations mentionnées dans cette section peuvent être confirmées par la base de données cinématographiques IMDb,  présente dans la section « Liens externes ».
- Titre original et français : Eddie the Eagle
- Titre québécois : Eddie l'aigle
- Réalisation : Dexter Fletcher
- Scénario : Sean Macaulay et Simon Kelton
- Direction artistique : Tim Blake et Astrid Poeschke (Allemagne)
- Décors : Naomi Moore
- Photographie : George Richmond
- Montage : Martin Walsh
- Musique : Matthew Margeson
- Production : Adam Bohling, Rupert Maconick, David Reid, Valerie Van Galder et Matthew Vaughn
  - Producteurs délégués : Zygi Kamasa (en)
  - Coproducteurs : Christoph Fisser (de), Simon Kelton, Henning Molfenter (de) et Carl Woebcken (de)
  - Producteur exécutif : Oliver Lüer
- Format : Couleur - 2.35:1
- Genre : comédie dramatique, biopic, sportif
- Durée : 105 minutes
- Budget : 23 millions de dollars[1]
- Dates de sortie :
  - États-Unis : 26 janvier 2016 (Festival de Sundance)
  - États-Unis : 26 février 2016
  - Royaume-Uni : 1er avril 2016
  - Belgique : 30 mars 2016
  - France : 4 mai 2016

## Distribution
- Taron Egerton (VF : François Deblock) : Michael « Eddie The Eagle » Edwards
- Hugh Jackman (VF : Jérémie Covillault) : Bronson Peary
- Iris Berben (VF : Marianne Basler) : Petra
- Tim McInnerny (VF : Gabriel Le Doze) : Dustin Target
- Christopher Walken (VF : Bernard Tiphaine) : Warren Sharp
- Keith Allen (VF : Bernard Métraux) : Terry Edwards
- Jo Hartley (VF : Hélène Bizot) : Janette Edwards
- Mark Benton (en) : Richmond, l'officiel du comité olympique
- Rune Temte : le coach norvégien
- Mads Sjøgård Pettersen : Erik Moberg
- Edvin Endre (sv) : Matti Nykänen
- Daniel Ings (VF : Hugo Brunswick) : Zach
- Ania Sowinski : Carrie
- Tom Costello Jr : Eddie à 10 ans
- Jim Broadbent (VF : Jean-Claude Donda) : le commentateur de la BBC

Source et légende : version française (VF) sur AlloDoublage et RS Doublage

## Production
|                                            |  |  |
| Les acteurs Hugh Jackman et Taron Egerton. |  |  |

### Genèse et développement
En mars 2015, il a été annoncé que la 20th Century Fox avait acquis le film, avec Taron Egerton et Hugh Jackman en vedette et Dexter Fletcher à la réalisation et produit par Matthew Vaughn.

### Attribution des rôles
Egerton interprète le rôle d'Eddie Edwards. Sa présence est suggérée par Matthew Vaughn, qui venait de le diriger dans Kingsman : Services secrets. Hugh Jackman incarne son coach, Bronson Peary, un personnage créé pour les besoins du film.

### Tournage
Le tournage s'est déroulé du 9 mars 2015 au 3 mai 2015. Il a eu lieu principalement dans le sud de l'Allemagne à Garmisch-Partenkirchen et à Oberstdorf, en Autriche à Seefeld in Tirol, et en Angleterre, aux Pinewood Studios et à Londres.

## Bande originale

### Original Motion Picture Score
La musique du film est composée par Matthew Margeson. Le style se rapproche de la musique new wave typique des années 1980.
| 1.  | Champion!                   | 1:29 |
| 2.  | Eddie the Eagle             | 5:06 |
| 3.  | What Goes Up Must Come Down | 2:13 |
| 4.  | I'm Going to the Olympics   | 1:33 |
| 5.  | Matti at Garmisch           | 1:03 |
| 6.  | Warren Sharp                | 1:48 |
| 7.  | Eddie Gets a Taste          | 1:13 |
| 8.  | Up Back Forward Down        | 2:47 |
| 9.  | Eddie Attempts the 70M      | 3:15 |
| 10. | The Teaching Text           | 2:55 |
| 11. | Fist of Glory               | 1:47 |
| 12. | Seniors Tournament          | 1:53 |
| 13. | Oberstdorf                  | 5:22 |
| 14. | A Sporting Chance           | 1:09 |
| 15. | First Jump at Calgary       | 3:24 |
| 16. | Press Montage               | 1:15 |
| 17. | Eddie's Announcement        | 3:03 |
| 18. | Peary's Return              | 2:50 |
| 19. | Matti's Gold Jump           | 2:14 |
| 20. | Eddie Jumps the 90M         | 3:33 |
| 21. | Now the Real Work Begins    | 5:02 |

### Fly (Songs Inspired by the Film: Eddie the Eagle)
Un autre album, Fly (Songs Inspired by the Film: Eddie the Eagle), est commercialisé. Il reprend certaines chansons présentes dans le film.
| 1.  | Ascension                 | Holly Johnson                                                        | 5:10 |
| 2.  | Eagle Will Fly Again      | Howard Jones                                                         | 4:06 |
| 3.  | Out of the Sky            | Marc Almond                                                          | 4:26 |
| 4.  | Moment                    | Tony Hadley                                                          | 4:01 |
| 5.  | Touching Hearts and Skies | Midge Ure                                                            | 3:35 |
| 6.  | The Sky's the Limit       | Nik Kershaw                                                          | 4:00 |
| 7.  | Living Inside My Heart    | ABC                                                                  | 3:59 |
| 8.  | Without Your Love         | Kim Wilde                                                            | 4:12 |
| 9.  | Fly                       | Andy Bell                                                            | 4:21 |
| 10. | Determination             | Go West                                                              | 3:55 |
| 11. | Pray                      | Heaven 17                                                            | 4:45 |
| 12. | People Like You           | Paul Young                                                           | 4:32 |
| 13. | Thrill Me                 | Orchestral Manoeuvres in the Dark feat. Taron Egerton & Hugh Jackman | 4:01 |
| 14. | Eddie the Eagle Theme     | Matthew Margeson                                                     | 4:19 |

## Accueil

### Box-office
| Pays ou région    | Box-office     | Date d'arrêt du box-office | Nombre de semaines |
| ----------------- | -------------- | -------------------------- | ------------------ |
| États-Unis Canada | 15 789 389 $   | 26 mai 2016                | 13                 |
| France            | 75 493 entrées |                            |                    |
| Royaume-Uni       | 12 803 022 $   | -                          | -                  |
| Mondial           | 46 152 800 $   | -                          | -                  |